# Calycella oligista
Calycella oligista is een hydroïdpoliep uit de familie Campanulinidae. De poliep komt uit het geslacht Calycella. Calycella oligista werd in 1910 voor het eerst wetenschappelijk beschreven door Ritchie. 